# Seattle Metropolitans
Die Seattle Metropolitans waren eine US-amerikanische Eishockeymannschaft aus Seattle, Washington. Das Team spielte von 1915 bis 1924 in der Pacific Coast Hockey Association (PCHA).

## Geschichte
Die Seattle Metropolitans wurden 1915 gegründet und zur Saison 1915/16 in die Pacific Coast Hockey Association aufgenommen. In ihrer ersten Saison, die mit insgesamt vier Teams ausgetragen wurde, gelang es der Mannschaft eine Spielbilanz von je neun Siegen und neun Niederlagen zu erreichen. Die Meisterschaft gewannen die Portland Rosebuds. In der folgenden Spielzeit errang das Team 16 Siege, verlor acht Partien und gewann somit erstmals die Meisterschaft der PCHA. Die Metropolitans traten danach gegen den Sieger der National Hockey Association, die Montreal Canadiens, um den Gewinn des Stanley Cup an.
In vier Partien siegte das Team aus Seattle mit 3:1-Siegen und errang als erste Mannschaft aus den Vereinigten Staaten den Stanley Cup. Zu den besten Scorern des Teams zählten Bernie Morris, Frank Foyston und Jim Riley. Mit dem Torwart Hap Holmes und den beiden Abwehrspielern Gord Fraser und Jack Arbour verfügte das Franchise auch über eine reputable Defensive. Als Cheftrainer fungierte der Kanadier Pete Muldoon. 1918, 1920, 1922 und 1924 konnte vier weitere Male die Meisterschaft der Pacific Coast Hockey Association gewonnen werden. Die Finalspiele um den Stanley Cup im Jahr 1919 gegen die Montreal Canadiens wurde bei einem Stand von 2:2 abgebrochen, da mehrere Spieler des kanadischen Teams an der spanischen Grippe erkrankten. Der Titel wurde somit nicht vergeben.
Im Folgejahr qualifizierte sich die Mannschaft nochmals für die Finalspiele um den Stanley Cup und unterlag nur knapp in fünf Spielen mit 2:3-Siegen gegen die Ottawa Senators. Nach der Saison 1923/24 wurde das Franchise aufgelöst und ihre Heimspielstätte zugunsten eines Parkhauses abgerissen.

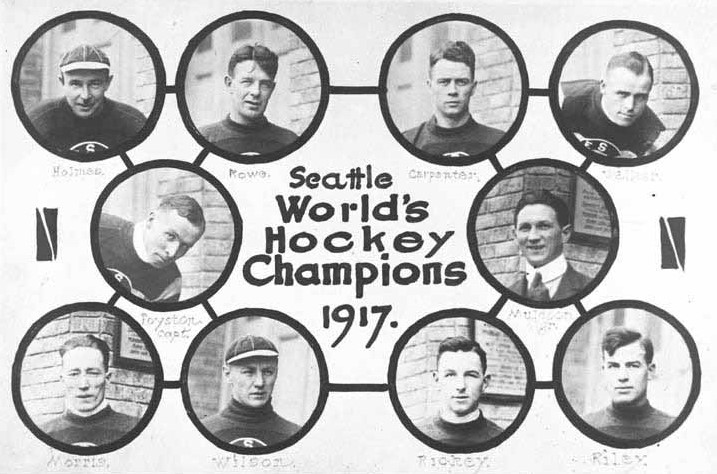
Mannschaftsfoto der Seattle Metropolitans aus dem Jahr 1917 als Stanley-Cup-Gewinner

## Ehemalige Spieler
- Jack Arbour
- Frank Foyston
- Hap Holmes
- Bernie Morris
- Lester Patrick
- Gordon Roberts
- Jack Walker